# 迪布羅瓦 (亞沃里夫區)
49°54′57″N 23°52′45″E / 49.91583°N 23.87917°E
迪布羅瓦（烏克蘭語：Діброва），是烏克蘭的村落，位於該國西部利沃夫州，由亞沃里夫區伊萬諾-弗蘭科韋市鎮負責管轄，始建於1785年，面積0.35平方公里，海拔高度301米，2001年人口47，人口密度每平方公里133.14人。